# 井上裕義
井上 裕義（いのうえ ひろよし、1958年〈昭和33年〉1月1日 - ）は、大阪府大阪市出身の日本の画家。公益社団法人二科会 会員・審査員、日本美術家連盟会員。

## 略歴
幼少期から高校生時代
- 1958年（昭和33年）1月1日、大阪市に生まれる。両親が共働きのため、生まれてすぐ、母親方の実家がある愛知県知多半島の現東海市に預けられる。そこで伊勢湾台風と第2室戸台風に遭い九死に一生を得る。
- 幼稚園の頃から絵を描くことに興味を持ち、当時流行っていたテレビ番組に登場する怪獣やロボットを夢中で描く。その様子を見た両親が絵の才能があるかもしれないと絵を学ばせる。小・中学生時代から、将来画家になることを目指し、高校3年生の1975年（昭和50年）二科会理事・松井正に師事し、松井が勤めていた大阪芸術大学を受験することを決めた。

1976年（昭和51年）
- 4月、大阪芸術大学美術科に入学する。入学後も師事していた松井正には、「絵画だけではなく、絵筆や道具を大切に扱うことまでご指導いただきました」と述べていた。2005年から運営を始めた絵画教室（アートファクトリー蒲生絵画教室教室）の生徒たちにも道具を大切にすることは、絵を描く姿勢の基本であると教えている。学生時代、自身の絵は下手だと何度も挫折しそうになりるが、大阪芸術大学美術科の卒業後に二科展へ出展し、初入選する。
- 大学時代、渡士洋（笑福亭笑瓶）とロックバンドを組む。笑福亭笑瓶はボーカルを担当し、井上はベースを担当する。同学年に時任三郎もいた。

1978年（昭和53年）
- 京都市美術館で初めてグループ展を開催。

1980年（昭和55年）
- 3月、大阪芸術大学美術科を卒業。
- 4月、株式会社フジカワ画廊に入社し、他者の絵画を販売していたが、あくまでも自分自身が描いた絵を売ることが本望であったため、他者の絵画を販売することに興味を無くし半年後に退社する。その後1985年までの間、グラフィックデザイナーや商品開発の会社に入社。

1985年（昭和60年）
- 株式会社ニッセイインターナショナルに入社し、ブランドバッグのデザインをする。

1993年（平成5年）
- 株式会社ニッセイインターナショナルを退社。
- 鞄の総合メーカー、エース株式会社に入社し、鞄のデザインをする。
- 平日は会社員として勤務しながら、週末は実家でアトリエを兼ねた絵画教室を開き、自身の創作活動を積極的に続けながら二科展やコンクールに出展。絵が上手くなりたいと空いている時間とにかく描いて描いて描き続けた。しかし当時の美術界は抽象が主流で、リアリズム絵画を描く井上は賞が取れない期間が10年近く続いたが、ひたすらに絵を描き続けた結果、40代で二科会会員に推挙された。会社員・絵画教室講師・画家の三足の草鞋（わらじ）の生活は辛かったが、「続けることが力になりますから」と語っている。

1997年（平成9年）
- 春季二科展招待出品。

1998年（平成10年）
- 二科会会友推挙。

2005年（平成17年）
- 4月、エース株式会社を退社。
- アートファクトリー蒲生絵画教室の運営を始める。

2006年（平成18年）
- 二科会会員推挙。

2012年（平成24年）
- アジア文化顕彰。

2013年（平成25年）
- 「きのうとあすの対話 II」出品。

2014年（平成26年）
- 公益社団法人二科会会員（審査員）になり、現在も継続。
- 日本美術家連盟会員になり、現在も継続。

2022年（令和4年）
大阪府大阪市城東区役所の新庁舎に100号作品を寄贈。寄贈された作品のタイトルは『311』で、2012年の二科展絵画部、第96回展出展されたものである。この作品は東日本大震災後に復興を願い、幸運を招く鳥といわれるフクロウが、つがいで寄り添う構成で描かれた作品であり、区長室に飾られる。

## 作品
- 「BATHROOM」（F100、二科展絵画部 第91回展出展作品、2007年）
- 「AUTOMATIC」（F100、二科展絵画部 第92回展出展作品、2008年）
- 「HAMMING BIRD Ver.2.0」（S100、二科展絵画部 第93回展出展作品、2009年）
- 「THE CAST Ver.2.0」（S100、二科展絵画部 第94回展出展作品、2010年）
- 「CARTHAGE カルダゴ」（F120、二科展絵画部 第95回展出展作品、2011年）
- 「311」（S100、二科展絵画部 第96回展出展作品、2012年）
- 「GALACTICA」（F130、二科展絵画部 第97回展出展作品、2013年）
- 「GIRAFFE NO.8」（変-162.3×247.8、二科展絵画部 第98回展出展作品、2014年）
- 「GIRAFFE NO.9」（変-162×248、二科展絵画部 第99回展出展作品、2015年）
- 「Barbarella」（変-62×248、二科展絵画部 第100回展出展作品、2016年）
- 「James Brown vs Barbarella」（S100、二科展絵画部 第101回展出展作品、2017年）
- 「Barbarella vs Michael Jackson」（F130、二科展絵画部 第102回展出展作品、2018年）
- 「Barbarella vs Bootsy」（F130、二科展絵画部 第103回展出展作品、2019年）
- 「Galaxy Queen」（F130、二科展絵画部 第104回展出展作品、2020年）
- 「ALL FOR ONE」（変-200、二科展絵画部 第105回展出展作品、2021年）
- 「ALL FOR ONE」（変-130.3×260.6、二科展絵画部 第106回展出展作品、2022年）
- 「ALL FOR ONE」（変-130.3×260.6、二科展絵画部 第107回展出展作品、2023年）
- 「ALL FOR ONE」（変-130.3×260.6、二科展絵画部 第108回展出展作品、2024年）

## 賞歴
- 二科展初入選（1980年）
- 関西二科奨励賞受賞（1993年）
- 二科会大阪市賞受賞（1994年）
- 二科会特選受賞（1996年）
- 二科会会友賞受賞（2004年）
- 日本美術評論家大賞（2013年）
- 二科展会員賞（2014年）

## エピソード
- 1982年に放送された深夜番組『11PM』（日本テレビ・よみうりテレビ）のダンスコンテストのコーナーで優勝をしている。
- ファンクやリズム・アンド・ブルースなどのブラックミュージックに精通しており、レコード約8,000枚とCD約20,000枚を持っているが、「家の床が抜けそうになってから、集めるのをやめた」と言っている。また、聴くだけでなく若い頃から、大阪市内にあるクラブディスコ「NOVAN SOUL DISCOTHQUE」、「BAMBOO HOUSE」や「SOUL FACTORY」などでブレイクダンスを披露していたが、2020年に膝を悪くしてからはクラブ通いはしていない。
- クラブダンス仲間から「Mighty（マイティ）」と呼ばれており、長年の間あだ名の理由が不明であったが、友人の井上岳人がフェイスブックの投稿欄に「マイティってもしかしてプロレスラーのマイティ井上から来てるんですか？」とコメントし、井上裕義本人から「よく分かったね」と正解の返事が来たため疑問が解決された。
- 2020年までの作品でモチーフの多くを動物にしている通り、大の動物好きで、現在までにペットとしてイタリアン・グレイハウンド、ミニチュア・ピンシャー、ベドリントン・テリア、猫（雑種）、ヒョウモントカゲモドキ、ニホンアマガエル、グッピーを飼ってきている。